# Beaudignies Communal Cemetery
Beaudignies Communal Cemetery is een Britse militaire begraafplaats gelegen in de Franse plaats Beaudignies (Noorderdepartement). De begraafplaats wordt onderhouden door de Commonwealth War Graves Commission.
De begraafplaats telt 12 geïdentificeerde Gemenebest graven uit de Eerste Wereldoorlog.